# Сантос Гутьєррес Прієто
Хосе де лос Сантос Гутьєррес Прієто (ісп. José de los Santos Gutiérrez Prieto; 24 жовтня 1820 — 6 лютого 1872) — колумбійський військовик і політик, президент Сполучених Штатів Колумбії від 1868 до 1870 року.

## Біографія
Народився 1820 року в Ель-Кокуї. Вивчав право в Університеті Боготи, після закінчення якого став адвокатом.
1851 року вступив до військової академії, де продемонстрував неабиякі здібності до військової служби. В першій же битві громадянської війни 1854 року проти сил генерала Хосе Марії Мело врятував життя генерала Томаса Сіпріано де Москери. Після такого героїчного вчинку на полі бою отримав підвищення та невдовзі став генералом.
1859 року Гутьєррес командував у провінції Сантандер частинами армії генерала Москери, який оголосив про вихід Суверенного штату з-під юрисдикції центрального уряду. За підтримки губернаторів низки інших штатів повстанці оголосили свої адміністративні одиниці Сполученими Штатами Нової Гранади. Гутьєррес брав участь у війні проти військ президента Маріано Оспіни Родрігеса. В битві «La Concepción» 29 серпня 1860 року зазнав поранення, вчергове рятуючи життя Томаса Сіпріано де Москери.
Після громадянської війни 1859—1862 років Гутьєрреса було призначено на пост губернатора провінції Бояка (1861—1862), а згодом — на пост губернатора провінції Кундінамарка (1864—1865). Від лютого до травня 1863 року був членом Державної ради, колегіального органу виконавчої влади, призначеного Установчими зборами Сполучених Штатів Колумбії. В Державній раді обіймав посаду міністра внутрішніх справ.
Коли Революційна армія генерала де Москери перемогла Конституційну Армію Колумбії, 1 квітня 1868 року Гутьєррес проголосив себе Конституційним президентом Сполучених Штатів Колумбії. 21 грудня 1868 року в зв'язку з одруженням тимчасово залишив свій пост. Замість нього державу в той період очолював Сальвадор Камачо Рольдан.
2 січня 1869 року повернувся до виконання президентських повноважень. 1 квітня 1870 року передав пост голови держави Еусторгіо Сальгару.
Помер 1872 року в Барранкільї.